# Хлорелові
Хлорелові (Chlorellales) — ряд зелених водоростей класу Trebouxiophyceae.

### Наукові посилання
- PubMed references for Chlorellales
- PubMed Central references for Chlorellales
- Google Scholar references for Chlorellales

### Наукові бази даних
- NCBI taxonomy page for Chlorellales
- Search Tree of Life taxonomy pages for Chlorellales
- Search Species2000 page for Chlorellales
- AlgaeBase
- AlgaTerra database
- Index Nominum Genericorum

| Листок дуба | Це незавершена стаття з ботаніки. Ви можете допомогти проєкту, виправивши або дописавши її. |